# AE Aquarii
AE Aquarii (V* AE Aqr, nota anche come HIP 101991) è una stella variabile del tipo DQ Herculis situata nella costellazione dell'Aquario a 332 anni luce dal sistema solare. È una stella binaria interagente, costituita da una nana arancione e da una nana bianca che riceve materia dalla compagna; il gas, sottratto alla stella arancione, precipita, seguendo una traiettoria a spirale, sulla superficie della nana bianca, riscaldandosi ed emettendo una discreta quantità di raggi X a debole frequenza. Di conseguenza, AE Aquarii è una variabile cataclismica che sperimenta delle improvvise variazioni nella propria luminosità, la quale varia tra le magnitudini +10,40 e +12,56. Il periodo orbitale del sistema è di 9,89 ore.
Le osservazioni condotte nel 2005 e nel 2006 dal satellite giapponese ASTRO-E mostrarono che la nana bianca del sistema di AE Aquarii emette degli impulsi di raggi X molto intensi in direzione del proprio asse di rotazione con una frequenza che coincide con il proprio periodo di rotazione di 33 s.
Tale comportamento è simile a quello assunto dalla Pulsar del Granchio e il meccanismo che dà origine agli impulsi proviene dall'intenso campo magnetico della stella degenere. Alcune nane bianche, simili ad AE Aquarii, compiono una rotazione sul proprio asse addirittura in tempi ancora più brevi e possiedono campi magnetici milioni di volte più intensi del campo magnetico del nostro pianeta. Gli astrofisici ritengono che tali campi magnetici catturino delle particelle cariche e le accelerino sino a velocità prossime a quella della luce; quando le particelle interagiscono con i campi magnetici emettono energia sotto forma di raggi X.
AE Aquarii costituisce il primo caso in cui una nana bianca si comporta come una stella di neutroni (pulsar). Dato che queste ultime sono conosciute come intense sorgenti di raggi cosmici, il peculiare comportamento di AE Aquarii suggerisce che le nane bianche possano contribuire notevolmente alla formazione dei raggi cosmici a bassa energia nella nostra galassia, la Via Lattea.